# Zygopetalum viride
Zygopetalum viride é uma espécie de planta do gênero Zygopetalum e da família Orchidaceae.

## Taxonomia
Os seguintes sinônimos já foram catalogados:  
- Colax jugosus viridis  God.-Leb.
- Colax modestior  Rchb.f.
- Colax placanthera  (Hook.) Lindl.
- Colax placantherus  (Hook.) Lindl.
- Colax puydtii  Linden & André
- Colax viridis parviflorus  Hoehne
- Colax viridis placantherus  (Hook.) Stein
- Colax viridis pluriflora  (Regel) Cogn.
- Colax viridis puydtii  (Linden & André) Cogn.
- Colax viridis trimaculatus  Porsch
- Maxillaria cyanocheile  Hoffmanns.
- Maxillaria viridis pluriflora  Regel
- Pabstia jugosa viridis  (God.-Leb.) Garay
- Pabstia modestior  (Rchb.f.) Garay
- Pabstia placanthera  (Hook.) Garay
- Pabstia schunkiana  V.P.Castro
- Pabstia viridis parviflora  (Hoehne) Garay
- Zygopetalum placantherum  (Hook.) Schltr.
- Colax viridis  (Lindl.) Lindl.
- Lycaste viridis  (Lindl). Bentham ex Autran & T. Durant
- Lycaste viridis  (Lindl.) Bentham
- Pabstia viridis  (Lindl.) Garay

## Forma de vida
É uma espécie epífita e herbácea.

## Descrição
Sépalas verdes, pétalas verdes com máculas marrons ou grande mancha longitudinal marrom, labelo roxo.
| Caule                  | Caule                               |
| ---------------------- | ----------------------------------- |
| bainha                 | folhosa                             |
| crescimento            | simpodial                           |
| Folha                  |                                     |
| pseudopecíolo          | ausente                             |
| Inflorescência         |                                     |
| posição                | ereta                               |
| Flor                   |                                     |
| pétala e sépala        | sépala não maculada pétala maculada |
| labelo do lobo lateral | conspícuo                           |
| posição                | perpendicular                       |
| adnato ao calo         | não adnato                          |

## Conservação
A espécie faz parte da Lista Vermelha das espécies ameaçadas do estado do Espírito Santo, no sudeste do Brasil. A lista foi publicada em 13 de junho de 2005 por intermédio do decreto estadual nº 1.499-R.

## Distribuição
A espécie é encontrada nos estados brasileiros de Espírito Santo, Paraná, Rio de Janeiro, Santa Catarina e São Paulo.
Em termos ecológicos, é encontrada no domínio fitogeográfico de Mata Atlântica, em regiões com vegetação de floresta ombrófila pluvial.